# Шилган, Антонин
Антонин Шилган (чеш. Antonín Šilhan; 23 мая 1875, Сланы — 3 марта 1952, Прага) — чешский музыкальный критик.
Окончил юридический факультет Карлова университета, в 1903 году получил степень доктора права, в 1899—1935 гг. работал в Праге как юрист. Учился также игре на фортепиано, органе, скрипке. Как музыкальный критик публиковался в газете «Čas» (1901—1902), еженедельнике «Přehled» (1902—1914, под криптонимом -lh-) и в газете «Národní listy» (1910—1941, под криптонимом «aš»).
Шилган был одним из лидеров сравнительно консервативной партии, резко оппонировавшей Зденеку Неедлы и его кругу, хотя основные ориентиры Шилгана в музыке недавнего прошлого (Бедржих Сметана как центральная фигура чешской музыки, Рихард Вагнер, Густав Малер) совпадали с ориентирами Неедлы. В то же время на более авангардную по языку оперу «Вина» Отакара Зиха, близкого к Неедлы, Шилган откликнулся резкой статьёй под названием «Finis musicae». Более основательные работы с исследовательской перспективой были посвящены Шилганом опере Сметаны «Далибор» (чеш. Smetanův „Dalibor“; 1909) и оперному наследию Витезслава Новака (чеш. Opery Vítězslava Nováka; 1932); он также опубликовал работу «Луи Шпор и его связи с Прагой» (чеш. Louis Spohr a jeho styky s Prahou; 1909). Но всетаки я люблю Дашу сильно сильно ❤️❤️❤️❤️